# Библейская энциклопедия архимандрита Никифора
«Иллюстрированная полная популярная Библейская энциклопедия» — библейская энциклопедия 1891—1892 годов. Автор — архимандрит Никифор (в миру Алексей Михайлович Бажанов, 1832—1895) — духовный писатель, настоятель Высокопетровского монастыря.

## Содержание
В энциклопедию включено около 7500 объяснений различных понятий из книг Ветхого и Нового Заветов. При этом богословские термины, за исключением терминов строго библейского значения, опущены. Целью издания являлось дать ответы «почти на большую часть вопросов библейской археологии, архитектуры, астрономии, географии, биографии библейских деятелей, ботаники, священной библиографии, военной науки, зоологии, земледелия, искусств, минералогии, метеорологии, медицины, математики, нумизматики, педагогики, физики, этнографии и др.».

## Издания
В 1989 году энциклопедия была переиздана репринтным способом германским христианским издательством «Свет на Востоке».
В 1990 году издана в СССР издательством «Символ» (по другим источникам — издательством СПМСИ). Переиздана в 1991 г. типографией Свято-Троицкой Сергиевой Лавры и издательством «Проспект».
В 2000 году издательствами «АСТ» и «Астрель» было осуществлено издание в новой орфографии с изменением пагинации и размещения иллюстраций.
В 2002—2005 гг. издательством «ЛОКИД-ПРЕСС» была подготовлена и выпущена тремя изданиями новая версия «Библейской энциклопедии», в которую были внесены стилистические правки и выверены фактологические данные.
В 2016 г. переиздано издательством «Эксмо».